# 开元乡 (蓬安县)
开元乡，是中华人民共和国四川省南充市蓬安县曾经下辖的一个乡。2019年10月，撤销柳滩乡和开元乡，将其所属行政区域划归河舒镇管辖。

## 行政区划
开元乡撤销前下辖以下地区：
狮岩村、白马洞村、翔凤村、白果村、白塔村、卢朝门村、狮坪村和黄连桥村。